# Luis Lomenha
Luis Lomenha (Rio de Janeiro, 21 de Fevereiro de 1978), é um cineasta, artista visual e escritor brasileiro. Criador, roteirista, diretor e Showrunner da série "Os Quatro da Candelária" da Netflix. Fundou em 2002 a Jabuti Filmes onde dirigiu séries, filmes e documentários que viajaram o mundo e trouxeram reconhecimento internacional.
Iniciou sua carreira escrevendo e dirigindo para teatro. Como ator participou no filme Cidade de Deus. Após essa experiência fundou a instituição social Cinema nosso, hoje uma das maiores escolas populares de cinema e tecnologia da América Latina.
Formado em Letras, pela PUC-Rio sua trajetória é marcado por seus filmes com pegada socioambiental e sua contribuição na defesa dos direitos humanos. Vencedor do prêmio Orilaxé categoria personalidade audiovisual 2012, autor dos livros (Pretos Versus e A Vingança dos Sete Mares). 
Dirigiu do documentário, El Rey Negro vencedor do prêmio de melhor direção festival de Madrid 2018, filme em co-produção com Bolivia e Espanha. Roteirizou e dirigiu o filme Luto como Mae que ganhou o prêmio de melhor filme do Festival de Cinema de Santa Cruz de La Sierra na Bolívia (2010). Esteve na Seleção Oficial Festival do Rio 2009 (Rio de Janeiro – Brasil); LWFF – London World Film Festival 2010 (Londres – Inglaterra); Festival Internacional de cine de mar del Plata; Festival Internacional de Cine de Viña del Mar - Muestras y Ciclos 21º FIC Viña 2009; Festin; Jangada. Teve o lançamento nos cinemas do Brasil em 2010 e exibido no Canal Brasil em 2016. E como produtor Cidade de Deus - 10 Anos Depois, Netflix
Destaque para o trabalho de Produtor nos documentários lançado nos cinemas brasileiros em 2016; Assó Adorei o Jongo, No Risco do Circo no Risco da Vida, Loucos Dizem que Somos exibido no Canal Brasil, Nosso Cinema Nosso exibido no Canal Brasil e por último Não Deixe a Peteca Cair, vencedor do prêmio de melhor filme no Sport film festival 2017. Ainda como Produtor lança em 2020 o Longa Mulheres da Terra, documentário conta a história das parteiras Maria D'ajuda, Mamãe Zezé e a sergipana Zefa da Guia.
Além da relação com o cinema, é autor do livro de poemas Pretos Versus lançado em 2019, produtor e roteirista do game Swipow, membro do conselho de diversidade da Associação Brasileira das Desenvolvedoras de Jogos Digitais – ABRAGAMES, e autor da exposição “Amazônia Afrofuturista”, apresentada no evento Motel Coimbra, promovido pelo Colégio das Artes da Universidade de Coimbra, Portugal.
Depois de filmar o documentário "Luto como Mãe", que fala da luta de mulheres que perderam os filhos, vítimas de violência, o diretor pensou como seria falar dessas crianças a partir de um lugar de sonho, assim nasceu "Os Quatro da Candelária".
"A gente conseguiu fazer parceria com a Netflix e contar a história a partir dos sonhos dessas crianças, com uma mensagem de esperança e através de uma ideia um pouco disruptiva, saindo de linguagens convencionais de pure crime e indo para um lugar mais de fantasia, mas sempre sem abrir mão da mensagem e da dureza do tema."— Luis Lomenha

## Filmografia

### Televisão
- Diretor das três temporadas da série "Minha Rua",[11] Canal Futura.
- Diretor da série “Sob Traçantes”,[12][13] Globoplay, 2019.
- Diretor da série “Quem Mandou me Convidar”,[14] Canal Futura, 2020.
- Produtor da série “Reimagine Rio”,[15] Canal Brasil, 2016.
- Criador e Diretor de duas temporadas da série "Futuro em Movimento",[16][17] Canal Futura e Globoplay, 2021 e 2022.
- Diretor da minissérie "Os Quatro da Candelária",[18] Netflix, 2024.

## Artes visuais e tecnologia
É roteirista e produtor do jogo Swipow,[carece de fontes?] disponível no Google Play e na Apple Store, e autor da exposição “Amazônia Afrofuturista”, aberta para visitação de novembro de 2021 a janeiro de 2022, no evento Motel Coimbra, no Colégio das Artes da Universidade de Coimbra, Portugal.

## Prêmios
- Indicado ao prêmio "Liberdade para Criar" em Singapura, em 2009.
- Vencedor do prêmio "Orilaxé" na categoria Personalidade do Audiovisual, em 2012.
- Diretor do documentário "Vida Nova com Favela",[19] vencedor do Prêmio ANDI no Festival de Jovens realizadores do Mercosul, em 2006.
- Diretor do documentário "Uma Mãe como Eu", vencedor do Prêmio Curta o Curta, no Festival Internacional de Curtas-Metragens, São Paulo,[20] 2008.
- Diretor do longa-metragem "Luto Como Mãe",[21][22] vencedor melhor filme Festival de Cinema de Santa Cruz de La Sierra na Bolívia (2010)
- Produtor do documentário “El Rey Negro”,[23] vencedor do prêmio de melhor direção no Festival de Madri, em 2018.
- Produtor do documentário Cidade de Deus - 10 Anos Depois, vencedor do prêmio de público do Festival de Tiradentes.[20]
- Produtor do documentário “Não Deixe a Peteca Cair”,[24] vencedor do prêmio Festival Cine Esporte.